# Fairmont (Nyugat-Virginia)
Fairmont település az Amerikai Egyesült Államok Nyugat-Virginia államában, Marion megyében, melynek megyeszékhelye is. Lakosainak száma 18 416 fő (2020. április 1.).

## Népesség
A település népességének változása:
| Lakosok száma | 18 704 | 18 622 | 18 416 |
|               | 2010   | 2016   | 2020   |